# Okno na świat
Okno na świat – cykl krótkich kilkuminutowych, humorystycznych słuchowisk radiowych, których autorem jest Adam Kreczmar.

## Fabuła i obsada
Są to w głównej mierze dialogi małżeńskie między Mordeczką (Bronisław Pawlik) a Dziunią (Wanda Łuczycka). Mąż wraca z pracy i dzieli się wrażeniami, razem z żoną oglądają telewizję (to właśnie jest ich „okno na świat”) i komentują rzeczywistość oraz swoje problemy. Tylko w jednym odcinku pada imię Mordeczki: Sobiesław.
Stałe motywy:
- Mordeczka wchodzi do mieszkania, a dolny zamek się „sporadycznie zacina”, i jest zły na Dziunię która i tak zamyka drzwi na ten zamek.
- Mordeczka prosi Dziunię o podanie kapci, oraz piwo (najlepiej z baru „Smakosz”).
- Dziunia zawsze wspomina dzieciństwo na „pensji panien Woronieckich”, majątek w Nieszczycach  i swojego byłego narzeczonego Waldiego Truszczyńskiego.
- Mordeczka jest bardzo porywczy i nerwowy, nienawidzi swojego szefa – Maruchy, prosi żonę o krople uspokajające.
- Odcinek zazwyczaj kończy się zwrotem Mordeczki – „Bo telewizja to nasze okno na świat! Daj głośniej!”

Gościnnie w niektórych odcinkach wystąpili:
- Tadeusz Pluciński – jako Waldi Truszczyński
- Jerzy Markuszewski – jako dyrektor Marucha

## Wybrane tytuły odcinków
- „O teleturniejach w TV”
- „Wyścig kolarski w TV, Dziunia rozemocjonowana”
- „Jacunio (kolega Mordeczki)”
- „O Janosiku”
- „Wizyta Maruchy, mecz piłkarski w TV”
- „Wizyta Waldiego cz.1”
- „Wizyta Waldiego cz.2”
- „Odlot Waldiego”
- „Telewizor "DRYGA"!!!!”
- „Artyści w TV”
- „Mordeczka po ćwiczeniach pożarowych”
- „Szykowanie się z wizytą do Maruchów”
- „Mordeczka zrezygnowany”
- „Pijaństwo Mordeczki”
- „Podejrzliwa Dziunia”